# Цивільне населення

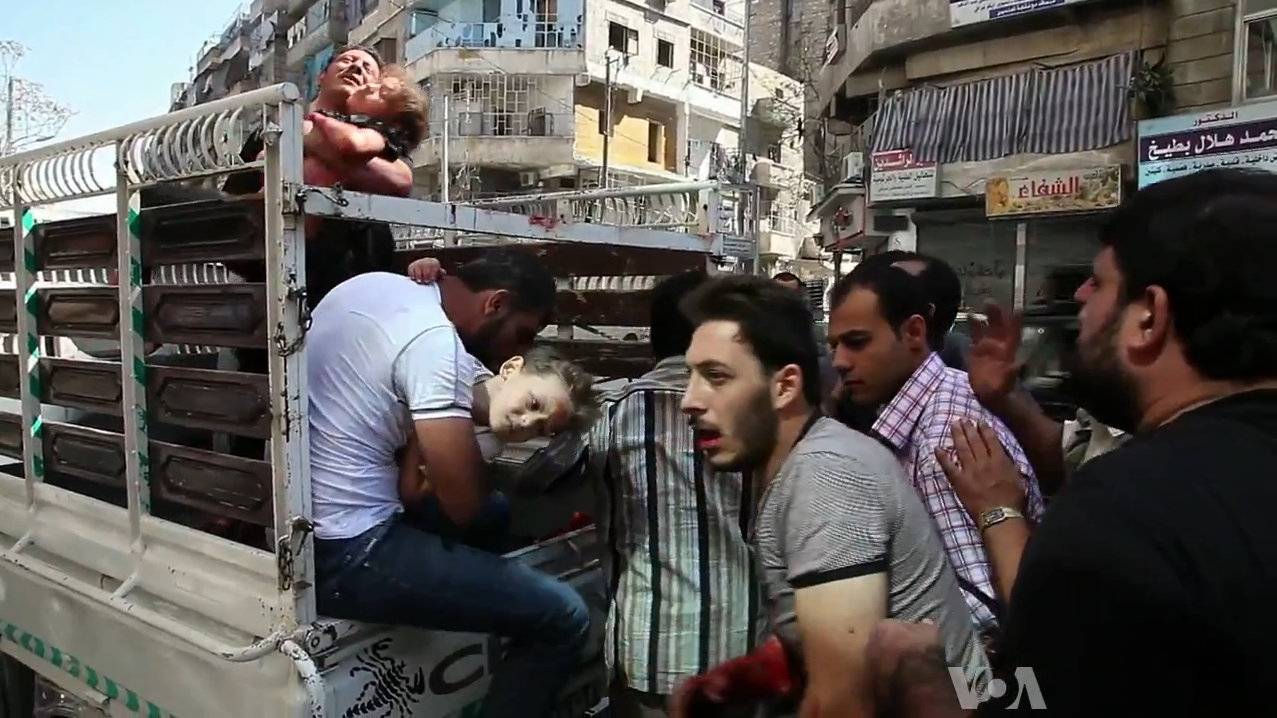
Поранені цивільні особи надходять до лікарні в Алеппо під час громадянської війни в Сирії, жовтень 2012 р.

Цивільне або мирне населення визначається міжнародним гуманітарним правом як особи, які не є членами збройних формувань і не беруть прямої участі у бойових діях під час збройного конфлікту. Цивільний відрізняється від некомбатанта, оскільки деякі не-комбатанти не є цивільними, зокрема військові священики.